# Anton Schiesser
Anton Schiesser Edler von Reifegg (Schenkenfelden, 5 maggio 1863 – Innsbruck, 19 ottobre 1926) è stato un generale austro-ungarico, direttore del genio della fortezza di Trento e comandante della fortezza di Riva sul lago di Garda durante la prima guerra mondiale.

## Biografia
Figlio di un proprietario terreno, frequentò il liceo tecnico a Linz. Nel 1881 passò all'Accademia militare tecnica di Vienna che finì tre anni dopo. Con il grado di sottotenente fu assegnato ai pionieri del 2º Reggimento genio (k.u.k. 2. Genieregiment). In seguito frequentò il corso superiore del genio militare e nel 1888 fu promosso a tenente.
Nell'anno seguente gli fu assegnato il primo incarico presso la direzione del genio di Trento, per passare nel 1893 alla direzione del genio di Cracovia dove guidò i lavori di fortificazione della cosiddetta fortezza di Cracovia. In seguito lavorò presso lo stato maggiore del genio per ritornare nel 1897 nel Tirolo alla direzione del genio di Bressanone, dove diresse i lavori presso il Forte Corte e la Tagliata Ruaz.
Nel 1900 divenne capo del genio del XII Corpo a Hermannstadt e promosso a maggiore. Ma già un anno dopo fu chiamato a Vienna come docente per i corsi di specializzazione tecnico-militare. Nel 1905 seguì la promozione a tenente colonnello e l'assegnazione alla scuola di guerra di Vienna sempre come docente. Insegnò fino al 1908, interrotto solo dall'obbligatorio servizio di truppa presso il 41º Reggimento fanteria a Czernowitz. Nel 1908 promosso a colonnello divenne direttore del genio di Mostar.
Tre anni dopo fu nominato direttore del genio di Trento, incarico che coprì per tre anni fino al 1914. Durante questo periodo furono ultimati i lavori della maggior parte delle fortificazioni dello sbarramento degli Altipiani di Folgaria e Lavarone. Si occupò anche del progettato ma non realizzato sbarramento di Grigno e dello sbarramento sostitutivo di Tenna sulla Panarotta. Nell'aprile 1914, nel frattempo promosso a Maggior generale, fu chiamato a dirigere la fortezza di Riva. Insieme a Otto Ellison von Nidlef si occupò dell'apprestamento a difesa del settore. Rimase a Riva anche dopo l'entrata di guerra dell'Italia. Nel 1916 ricevette la promozione a tenente feldmaresciallo e fu nobilitato con il titolo Edler von Reifenegg. Come comandante della piazzaforte di Riva fu colpito durante uno dei suoi ispezioni della prima linea da un avvelenamento da gas, intossicazione dalla quale non riuscì più a guarire completamente.
Alla fine della guerra fu catturato dagli italiani. Ritornò dalla prigionia di guerra solo nell'agosto 1920 fisicamente segnato. Morì sei anni dopo a Innsbruck.

## Onorificenze
Fonte